# Monumento a Mario Cermenati
Il monumento a Mario Cermenati è una scultura marmorea collocata nell'omonima piazza di Lecco in memoria del naturalista e geologo fondatore dei Musei civici di Lecco.
L'opera inaugurata il 25 settembre 1927, avvenne curiosamente lo stesso giorno del Monumento a Stoppani situato poco distante sul lungolago.

## Storia e descrizione
L'attuale monumento, inaugurato il 25 settembre 1927, è una sostituzione dell'originale in bronzo realizzato dal siciliano Mario Rutelli il quale fu requisito e fuso dal regime fascista durante la Seconda guerra mondiale per alimentare l'industria bellica. La sua opera ritraeva il geologo in piedi mentre gesticolava animatamente.
Nel 1945 Francesco Modena ricevette la commissione per erigere una seconda statua che egli realizzò in marmo ponendola sull'originario piedistallo roccioso che simula un ammasso di rocce dove è incisa un'epigrafe del poeta chiavennasco Giovanni Bertacchi.
(Epigrafe sul basamento, Giovanni Bertacchi)
Il geologo è raffigurato in posizione eretta con lo sguardo rivolto verso il lago e la mano destra appoggiata a tre tomi che sono tecnicamente e simbolicamente il suo supporto: Leonardo, geologia e storia delle scienze.
In epoca più recente, agli inizi del XXI secolo, in concomitanza con la ristrutturazione della vecchia piazza del Grano, denominata Cesare Battisti ed infine a Cermenati, il basamento protetto da un'elegante recinzione in ferro battuto fu attorniato da uno specchio d'acqua e quattro fontane ai punti cardinali oltre ad un restauro conservativo dell'epigrafe.